# جم (ویرجینیای غربی)
جم (به انگلیسی: Gem) یک منطقهٔ مسکونی در ایالات متحده آمریکا است که در شهرستان برکستون، ویرجینیای غربی واقع شده‌است. جم ۲۳۵٫۹۲ متر بالاتر از سطح دریا واقع شده‌است.